# Teen Wolf
Teen Wolf (bra: O Garoto do Futuro; prt: Lobijovem) é um filme de comédia e fantasia de 1985, dirigido por Rod Daniel e protagonizado por Michael J. Fox.

## Sinopse
Aos dezessete anos, o estudante Scott Howard (Michael J. Fox) deseja apenas ser alguém especial. Seu pai (James Hampton) possui uma loja de ferragens e ele joga basquete para os Beavers, a equipe de sua escola que já não ganha um jogo há três anos. A garota dos seus sonhos, Pamela Wells (Lorie Griffin), namora Mick McAllister (Mark Arnold), um grandalhão que joga para o time de uma escola adversária, os Dragons.
Após perder mais um jogo, Scott começa a notar estranhas mudanças em seu corpo. Durante uma festa, as mudanças continuam a acontecer e Scott volta para casa, se tranca no banheiro, e passa por uma mudança completa, tornando-se um lobisomem. Seu pai revela-lhe então que ele descende de uma linhagem de lobisomens.
Durante o próximo jogo, Scott acidentalmente transforma-se durante a partida, revelando assim seu segredo para o público. Após o susto inicial, a multidão começa a apoiar o lobisomem que impressiona a todos com suas habilidades no esporte.

## Produção
De acordo com Jeph Loeb, um dos roteiristas do filme, Teen Wolf foi concebido especialmente para ser um veículo cinematográfico para o ator Michael J. Fox, que na época era grande sucesso na televisão com a série Family Ties. A série estava temporariamente parada pois sua protagonista, a atriz Meredith Baxter-Birney, se encontrava em licença maternidade. O ator dispunha assim de 3 semanas para rodar o filme, razão pela qual a comédia teve de ser filmada rapidamente. O roteirista, que tinha apenas 25 anos e que trabalhava no restaurante TGI Friday's na época em que escreveu o filme, afirma ter recebido apenas 2000 dólares pelo script.
O logotipo e a mascote de castor usados no filme pertenciam à Universidade do Estado do Oregon e era usado pela universidade à época das filmagens.

## Lançamento no Brasil e em Portugal
Em Portugal, o filme recebeu o título Lobijovem, um neologismo por aglutinação calcado na palavra "lobisomem". No Brasil, por ocasião de sua estreia na quarta semana de janeiro de 1986, o filme foi primeiramente anunciado como Lobo Adolescente, porém teve seu título alterado pouco antes da estreia para Garoto do Futuro (Lobo Adolescente). O título e o subtítulo foram guardados na versão lançada em VHS pelo grupo Paris Filmes. O curioso título era uma forma de tentar ligar a produção a De Volta para o Futuro, também estrelada por Michael J. Fox e que ocupava a primeira posição nas bilheterias na época. Quando o filme estreou em sua versão dublada na televisão brasileira em 22 de abril de 1988 às 21h30 no canal TVS (atual SBT), o subtítulo foi deixado de lado e o filme passou a se chamar somente O Garoto do Futuro. O mesmo ocorreu na versão lançada em DVD no ano de 2012 na Coleção MGM Clássicos da Flashstar.